# Emperador Ku

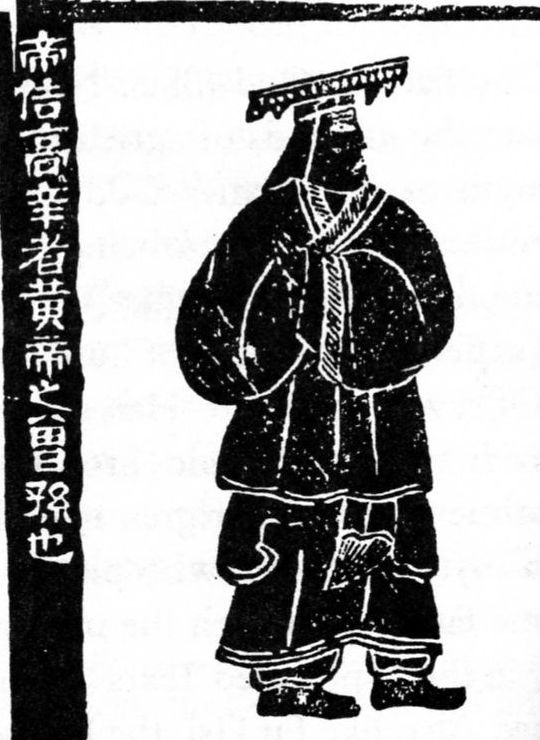
El emperador Ku, Gaoxin, es el bisnieto del Emperador Amarillo.

Kù (en chino tradicional, 嚳; en chino simplificado, 喾, variante en chino tradicional, 俈) generalmente denominado Dì Kù (en chino tradicional, 帝嚳; en chino simplificado, 帝喾), también conocido como Gaoxin o Gāoxīn Shì (en chino, 高辛氏), era descendiente de Huangdi, el Emperador Amarillo. Pasó por el nombre de Gaoxin hasta que recibió la autoridad imperial, cuando tomó el nombre de Ku y el título de Di, siendo así conocido como Di Ku. Se le considera el antepasado de las familias gobernantes de ciertas dinastías posteriores. Algunas fuentes tratan a Ku como una figura semihistórica, mientras que otras hacen afirmaciones mitológicas o religiosas fantásticas sobre él. Además de variar en su grado de historización de Ku, las diversas fuentes también difieren en las historias específicas sobre él en las que se centran, de modo que al juntar los diversos elementos de lo que se conoce sobre Ku se obtiene una historia multifacética. Di Ku fue (según muchas versiones de la lista) uno de los cinco emperadores de los tres augustos y cinco emperadores de la mitología china. Ku, o Gaoxin, también se conoce como el "Emperador Blanco".

## Nacimiento
El linaje de Ku se deriva del descenso del legendario Emperador Amarillo, luego a través de la línea de Shaohao (a diferencia de la línea a través de Changyi, que conducía a Zhuanxu). Era hijo de Qiaoji (蟜極/蟜极), y por lo tanto nieto de Shaohao y bisnieto del Emperador Amarillo. Según las fechas especulativas calculadas después del 100 a. C. por Liu Xin, se supone que gobernó desde c. 2436 a. C. a c. 2366 a. C., aunque también se mencionan otras fechas.

## Como emperador
Cuando se convirtió en emperador, Ku añadió el título Di, que significa " Dios-emperador", delante de su nombre. Después de lograr el título imperial, se decía que Ku viajaba estacionalmente montando un dragón en primavera y verano, y un caballo en otoño e invierno. Entre otras cosas, se decía que Ku era inventor de instrumentos musicales y compositor de canciones. Según el Lüshi Chunqiu, los tambores, campanas, flautas, y ocarinas fueron inventados, por orden de Ku, por su subordinado Yourui; las letras de Ku tenían partituras musicales compuestas por su asistente Xianhei; y por otra orden imperial, un fénix proporcionó un acompañamiento de baile. Aunque Ku ostentaba el título de Di, no está claro en qué territorio, si lo hubiera, podría haber estado formado su imperio. El mismo título Di fue asumido más tarde por el rey de Qin, al conquistar sus reinos vecinos y convertirlos en el primer imperio de China históricamente conocido.

## Esposas y descendientes

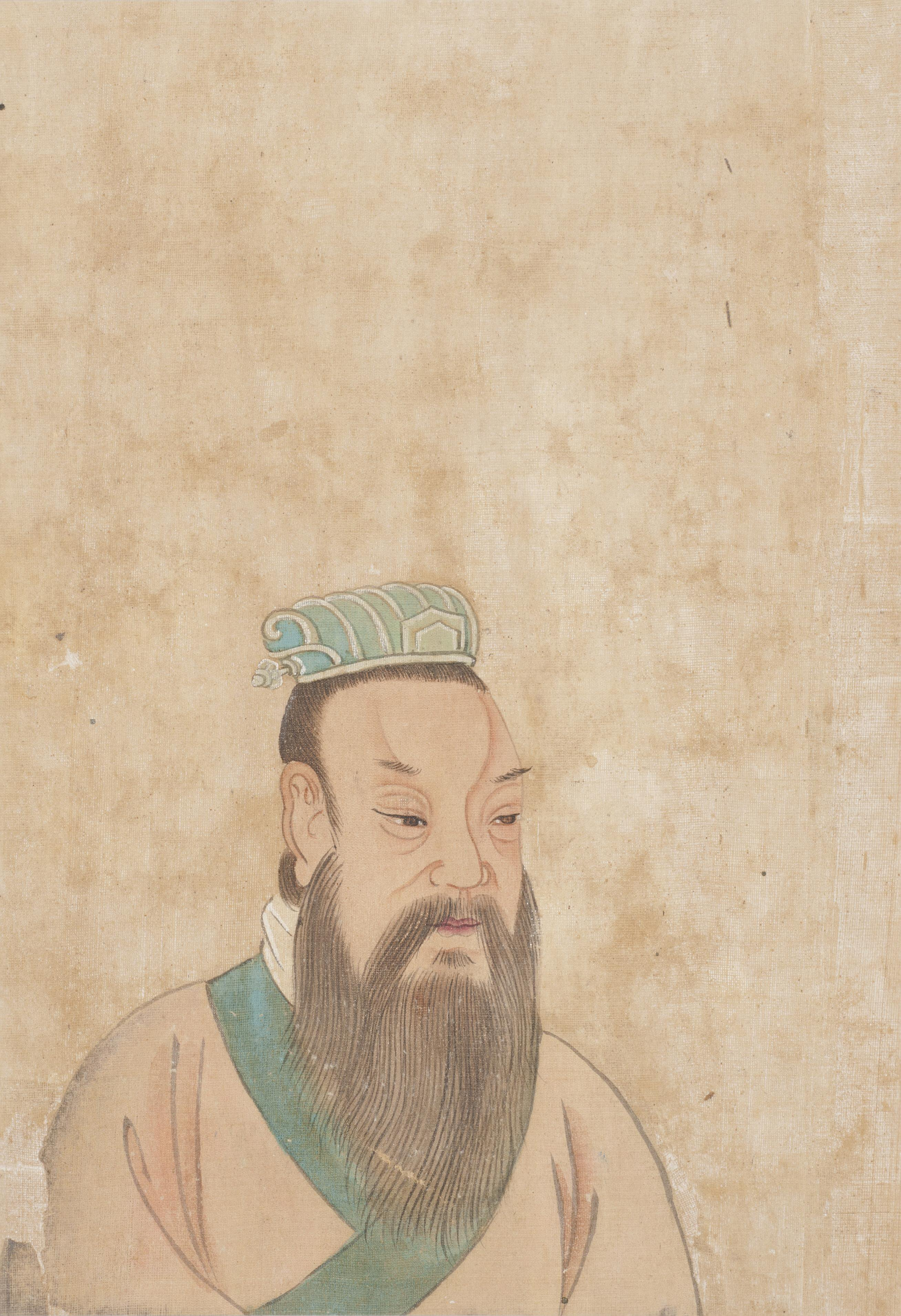
Retrato del emperador Ku. Fecha: s. XIX o principios del s. XX. Autor: desconocido.

Ku tenía varias esposas. Las más conocidas de sus consortes son cuatro mujeres: Jiang Yuan, Jiandi, Changyi y Qingdu. Cada vez que cada una de estas mujeres dio a luz a un hijo (Hou Ji, Xie, Zhi y Yao, respectivamente), Ku hizo que un adivino le predijera cuál de ellos estaba destinado a gobernar el imperio, y recibió la respuesta de que los cuatro lo harían. Otra fuente menciona a una señora con la que tuvo ocho hijos, cada uno nacido después de haber soñado con tragarse el sol; aunque su nombre es incierto, se dice que es de Zoutu. Shiji también registró los nombres del linaje de la madre de Zhi como Juzi (娵訾氏) y la madre de Yao como Chenfeng (陳鋒氏).
Según algunas tradiciones, cada uno de estos cuatro hijos heredó el imperio de Ku o fue fundador ancestral de una dinastía china. El primero de los hijos de Ku en gobernar el reino fue el emperador Zhi, que era hijo de Changyi. Otro de sus hijos se convirtió más tarde en el Emperador Yao . El hijo de Ku, Xie, nacido milagrosamente de Jiandi después de que ella tragara el huevo de un pájaro negro, se convirtió en el fundador predinástico de la familia gobernante de la dinastía Shang . El hijo de Ku, Houji, nacido milagrosamente de Jiang Yuan después de que ella pisó la huella de un dios, se convirtió en el fundador predinástico del linaje de la dinastía Zhou.
Según Samguk Sagi, los reyes de Goguryeo se consideraban descendientes de héroes chinos porque él llamaba a su apellido "Go" (Hanja: 高) ya que eran descendientes de Gao Yang (Hanja: 高陽) que era nieto del Emperador Amarillo y Gaoxin ( Hanja :高辛) quien fue bisnieto del Emperador Amarillo.

## Anales de Bambú
En los Anales de Bambú, una de las primeras fuentes, se menciona que cuando murió el emperador Zhuanxu, un descendiente de Shennong llamado Shuqi (術 器) organizó una rebelión, pero fue derrotado por un descendiente de Huangdi, Ku (del linaje Gaoxin), el Príncipe de Xin; Ku luego ascendió al trono. También afirma que Ku «nació con dos hileras de dientes y tenía la sabiduría de un sabio», y que «hizo que los ciegos tocaran tambores, campanas y piedras sonoras, ante las cuales los fénix batían sus alas y brincaban». Los Anales registran además que en el año 16 de su reinado, envió a su general Chong a derrotar al estado de Yukwai. En el año 45, Ku designó al príncipe de Tang (su hijo Yao) como su sucesor, sin embargo, a su muerte en el año 63, su hijo mayor Zhi tomó el trono, gobernando 9 años antes de ser depuesto y reemplazado por Yao.